# Heng-o Chasma
L'Heng-o Chasma è una struttura geologica della superficie di Venere.